# Каменець (Опатовський повіт)
Каменець (пол. Kamieniec) — село в Польщі, у гміні Іваніська Опатовського повіту Свентокшиського воєводства.
Населення — 265 осіб (2011).
У 1975-1998 роках село належало до Тарнобжезького воєводства.

## Демографія
Демографічна структура на день 31 березня 2011 року:
|          | Загалом | Допрацездатний вік | Працездатний вік | Постпрацездатний вік |
| -------- | ------- | ------------------ | ---------------- | -------------------- |
| Чоловіки | 126     | 29                 | 82               | 15                   |
| Жінки    | 139     | 44                 | 64               | 31                   |
| Разом    | 265     | 73                 | 146              | 46                   |